# José María Tornel
José María Tornel y Mendívil (Orizaba, Veracruz, México, 1 de marzo de 1789; Tacubaya, Ciudad de México, 11 de septiembre de 1853) fue un militar, abogado y político mexicano, miembro del ejército insurgente desde 1813 hasta que tiempo después se adhirió al Plan de Iguala en 1821 y al Ejército Trigarante. Fue diputado en el segundo Congreso Constituyente, es decir, de 1823 a 1824, secretario del presidente Guadalupe Victoria, gobernador de Veracruz, ministro plenipotenciario en los Estados Unidos de 1829 a 1831 y varias veces ministro de Guerra y Marina (1833, 1839, de 1841 a 1844 y 1853) con Antonio López de Santa Anna, de quien fue secretario.